# يانيك فوجرينارد
يانيك فوجرينارد هو سياسي فرنسي، ولد في 25 يونيو 1950 في Trignac ‏ في فرنسا. نشط حزبياً في الحزب الاشتراكي.

## مناصب
- انتخب عضو المجلس العام  [لغات أخرى]‏ لوار الأطلسية عن دائرة canton of Montoir-de-Bretagne  [لغات أخرى]‏ (21 مارس 1982 – 29 مارس 1994).
- انتخب عضو مجلس الشيوخ الفرنسي ‏ عن دائرة لوار الأطلسية وقد انضم خلال فترته النيابية (25 سبتمبر 2011 – ) للكتلة البرلمانية Socialist group in the Senate [الإنجليزية]‏.
- في انتخابات البرلمان الأوروبي 2004، انتخب عضو في البرلمان الأوروبي لترشحه ضمن قائمة الحزب الاشتراكي، وقد انضم خلال فترته النيابية (20 يوليو 2004 – 13 يوليو 2009) للكتلة البرلمانية Socialist Group in the European Parliament ‏.
- انتخب Regional councillor of Pays de la Loire ‏ (16 مارس 1986 – ).